# Dan Jinks
Dan Jinks est un producteur américain. Il produit souvent les films avec Bruce Cohen.

## Filmographie partielle
- 1997 : Rien à perdre
- 1999 : Bone Collector
- 1999 : American Beauty
- 2003 : Bye Bye Love
- 2003 : Big Fish
- 2004 : Mémoire effacée
- 2007 : The Nines
- 2008 : Harvey Milk